# Општина Бораску (Горж)
Бораску (рум. Borăscu) општина је у Румунији у округу Горж.
Oпштина се налази на надморској висини од 227 m.